# العلاقات البلغارية الجنوب إفريقية
العلاقات البلغارية الجنوب أفريقية هي العلاقات الثنائية التي تجمع بين بلغاريا وجنوب أفريقيا.

## مقارنة بين البلدين
هذه مقارنة عامة ومرجعية للدولتين:
| وجه المقارنة                                              | بلغاريا                                                                             | جنوب أفريقيا |
| --------------------------------------------------------- | ----------------------------------------------------------------------------------- | --- |
| المساحة (كم2)                                             | 110.99 ألف                                                                          | 1.22 مليون |
| عدد السكان (نسمة)                                         | 7.08 مليون                                                                          | 57.73 مليون |
| الكثافة السكانية (ن./كم²)                                 | 63.79                                                                               | 47.32 |
| العاصمة                                                   | صوفيا                                                                               | بريتوريا، بلومفونتين، كيب تاون |
| اللغة الرسمية                                             | اللغة البلغارية                                                                     | لغة إنجليزية، اللغة الأفريقانية، اللغة النديبلي الجنوبية، اللغة السوثو الشمالية، اللغة السوتية، لغة سوازي، اللغة التسونجا، اللغة التسوانية، اللغة الفيندية، اللغة الكوسية، اللغة الزولوية |
| العملة                                                    | ليف بلغاري                                                                          | راند جنوب أفريقي |
| الناتج المحلي الإجمالي (بليون دولار)                      | 56.83 مليار                                                                         | 349.42 مليار |
| الناتج المحلي الإجمالي (تعادل القوة الشرائية) بليون دولار | 130.99 مليار                                                                        | 725.91 مليار |
| الناتج المحلي الإجمالي الاسمي للفرد دولار أمريكي          | 8.03 ألف                                                                            | 5.72 ألف |
| الناتج المحلي الإجمالي للفرد دولار أمريكي                 | 17.21 ألف                                                                           | 13.05 ألف |
| مؤشر التنمية البشرية                                      | 0.782                                                                               | 0.666 |
| رمز المكالمات الدولي                                      | +359                                                                                | +27 |
| رمز الإنترنت                                              | .bg، .бг ‏                                                                           | .za |
| المنطقة الزمنية                                           | ت ع م+02:00، ت ع م+03:00، أوروبا/صوفيا ‏، توقيت شرق أوروبا، توقيت شرق أوروبا الصيفي ‏ | ت ع م+02:00، أفريقيا/جوهانسبرغ ‏ |

## منظمات دولية مشتركة
يشترك البلدان في عضوية مجموعة من المنظمات الدولية، منها:
| علم المنظمة | اسم المنظمة                        | تاريخ انضمام بلغاريا | تاريخ انضمام جنوب أفريقيا |
| ----------- | ---------------------------------- | -------------------- | ------------------------- |
|             | نظام تحكم تكنولوجيا القذائف        | 2004                 | 1995                      |
|             | وكالة ضمان الاستثمار متعدد الأطراف | 23 سبتمبر 1992       | 10 مارس 1994              |
|             | يونسكو                             | 17 مايو 1956         | 4 نوفمبر 1946             |
|             | الأمم المتحدة                      | 14 ديسمبر 1955       | 7 نوفمبر 1945             |
|             | الفريق المعني برصد الأرض           | ?                    | ?                         |
|             | الاتحاد البريدي العالمي            | ?                    | ?                         |
|             | البنك الدولي للإنشاء والتعمير      | 25 سبتمبر 1990       | 27 ديسمبر 1945            |
|             | الاتحاد الدولي للاتصالات           | 18 سبتمبر 1880       | 1910                      |
|             | منظمة حظر الأسلحة الكيميائية       | ?                    | ?                         |
|             | مؤسسة التمويل الدولية              | 22 يوليو 1991        | 3 أبريل 1957              |
|             | منظمة التجارة العالمية             | 1 ديسمبر 1996        | 1995                      |
|             | مجموعة الموردين النوويين           | ?                    | ?                         |
|             | منظمة الشرطة الجنائية الدولية      | ?                    | ?                         |

## وصلات خارجية
- موقع وزارة الخارجية البلغارية
- موقع وزارة الخارجية الجنوب أفريقية